# Ginnastica ai Giochi della XXXIII Olimpiade - Qualificazioni
Di seguito sono descritte le fasi di qualificazione per le competizioni di ginnastica ai Giochi della XXXIII Olimpiade di Parigi 2024. Alle gare si è qualificato un totale di 318 ginnasti (192 all'artistica, 94 alla ritmica e 32 al trampolino).
Il processo di qualificazioni per le Olimpiadi di Parigi 2024 è stato significativamente semplificato e modificato rispetto a quello delle Olimpiadi di Tokyo 2020. Negli eventi a squadre della ginnastica artistica si sono potuti qualificare un massimo di 5 ginnasti a squadra, uno in più rispetto ai quattro previsti a Tokyo 2020. Le tre squadre che salgono sul podio si sono qualificate per le Olimpiadi tramite i Campionati mondiali di ginnastica artistica del 2022 di Liverpool, con una grande percentuale dei posti disponibili distribuiti tramite i Campionati mondiali di ginnastica artistica del 2023 di Anversa. Inoltre, la Coppa del Mondo di specialità FIG 2024 ha offerto la possibilità agli atleti di guadagnarsi altri posti negli eventi separati degli attrezzi di specialità.
Per la ginnastica ritmica, le ginnaste medagliate negli eventi individuali e a squadra ai Campionati mondiali di ginnastica ritmica del 2022, tenutisi dal 14 al 18 settembre presso Sofia, in Bulgaria, hanno ottenuto un posto per le Olimpiadi di Parigi 2024. La maggior parte dei posti è stata assegnata durante i Campionati mondiali di ginnastica ritmica del 2023 di Valencia, con 14 ginnaste individuali e 5 nazionali nei cinque continenti che si sono qualificate per le successive Olimpiadi.
Fino alla metà dei posti disponibili per le gare di trampolino sono stati assegnati ai ginnasti con i migliori risultati ottenuti durante i Campionati mondiali di trampolino elastico 2023, tenutisi a Birmingham dal 9 al 12 novembre 2023. La maggior parte delle quote disponibili sono state assegnate tramite la Trampoline World Cup del 2023–24.
Per tutte le discipline di ginnastica, i posti rimanenti sono stati assegnati alle ginnaste e ai ginnasti tramite i rispettivi Campionati continentali.

## Riepilogo qualificazioni
| Nazione                     | Artistica | Artistica | Ritmica     | Ritmica | Trampolino | Trampolino | Totale |
| Nazione                     | Uomini    | Donne     | Individuale | Squadra | Uomini     | Donne      | Totale |
| --------------------------- | --------- | --------- | ----------- | ------- | ---------- | ---------- | ------ |
| Algeria                     |           | 1         |             |         |            |            | 1      |
| Armenia                     | 2         |           |             |         |            |            | 2      |
| Atleti Individuali Neutrali |           |           |             |         | 1          | 2          | 3      |
| Australia                   | 1         | 5         | 1           | Yes     |            |            | 12     |
| Austria                     |           | 1         |             |         | 1          |            | 2      |
| Azerbaigian                 |           |           | 1           | Yes     |            | 1          | 7      |
| Belgio                      | 3         | 2         |             |         |            |            | 5      |
| Brasile                     | 2         | 5         | 1           | Yes     | 1          | 1          | 15     |
| Bulgaria                    | 1         | 1         | 2           | Yes     |            |            | 9      |
| Canada                      | 5         | 5         |             |         |            | 1          | 11     |
| Cina                        | 5         | 5         | 1           | Yes     | 2          | 2          | 20     |
| Cipro                       | 1         |           | 1           |         |            |            | 2      |
| Colombia                    | 1         | 1         |             |         | 1          |            | 3      |
| Corea del Nord              |           | 1         |             |         |            |            | 1      |
| Corea del Sud               | 3         | 5         |             |         |            |            | 8      |
| Croazia                     | 2         |           |             |         |            |            | 2      |
| Egitto                      | 1         | 1         | 1           | Yes     | 1          | 1          | 10     |
| Francia                     | 1         | 5         | 1           | Yes     | 1          | 1          | 14     |
| Georgia                     |           |           |             |         |            | 1          | 1      |
| Germania                    | 5         | 3         | 2           | Yes     | 1          |            | 16     |
| Giappone                    | 5         | 5         |             |         | 1          | 1          | 12     |
| Gran Bretagna               | 5         | 5         |             |         | 1          | 2          | 13     |
| Grecia                      | 1         |           |             |         |            |            | 1      |
| Haiti                       |           | 1         |             |         |            |            | 1      |
| Hong Kong                   | 1         |           |             |         |            |            | 1      |
| Indonesia                   |           | 1         |             |         |            |            | 1      |
| Iran                        | 1         |           |             |         |            |            | 1      |
| Irlanda                     | 1         |           |             |         |            |            | 1      |
| Israele                     | 1         | 1         | 1           | Yes     |            |            | 8      |
| Filippine                   | 1         | 3         |             |         |            |            | 4      |
| Italia                      | 5         | 5         | 2           | Yes     |            |            | 17     |
| Giordania                   | 1         |           |             |         |            |            | 1      |
| Kazakistan                  | 2         |           | 1           |         | 1          |            | 4      |
| Laos                        |           |           | 1           |         |            |            | 1      |
| Lituania                    | 1         |           |             |         |            |            | 1      |
| Messico                     |           | 3         |             | Yes     |            |            | 8      |
| Nuova Zelanda               |           | 1         |             |         | 1          | 1          | 3      |
| Paesi Bassi                 | 5         | 5         |             |         |            |            | 10     |
| Panama                      |           | 1         |             |         |            |            | 1      |
| Portogallo                  |           | 1         |             |         | 1          |            | 2      |
| Rep. Ceca                   |           | 1         |             |         |            |            | 1      |
| Rep. Dominicana             | 1         |           |             |         |            |            | 1      |
| Romania                     | 1         | 5         | 1           |         |            |            | 7      |
| Slovenia                    |           | 1         | 1           |         |            |            | 2      |
| Siria                       | 1         |           |             |         |            |            | 1      |
| Spagna                      | 5         | 3         | 2           | Yes     | 1          | 1          | 17     |
| Stati Uniti                 | 5         | 5         | 1           |         | 1          | 1          | 13     |
| Svizzera                    | 5         | 1         |             |         |            |            | 6      |
| Sudafrica                   |           | 1         |             |         |            |            | 1      |
| Taipei cinese               | 1         | 1         |             |         |            |            | 2      |
| Turchia                     | 5         |           |             |         |            |            | 5      |
| Ucraina                     | 5         | 1         | 1           | Yes     |            |            | 12     |
| Ungheria                    | 1         | 3         | 1           |         |            |            | 5      |
| Uzbekistan                  | 3         |           | 1           | Yes     |            |            | 9      |
| Totale: 54 nazioni          | 96        | 95        | 24          | 70      | 16         | 16         | 317    |

## Eventi di qualificazione
| Ginnastica artistica | Ginnastica artistica                                                                             | Ginnastica artistica                        |
| Evento di qualificazione | Data                                                                                             | Luogo                                       |
| --- | ------------------------------------------------------------------------------------------------ | ------------------------------------------- |
| Campionati mondiali di ginnastica artistica 2022 | 29 ottobre - 6 novembre 2022                                                                     | Liverpool                                   |
| Campionati mondiali di ginnastica artistica 2023 | 1-8 ottobre 2023                                                                                 | Anversa                                     |
| Coppa del Mondo di specialità FIG 2024 | 15 febbraio - 20 aprile 2024                                                                     | Varie                                       |
| Campionati continentali di ginnastica artistica 2024 - Giochi Panamericani 2023 - Campionati europei 2024 (maschile, femminile) - Campionati africani 2024 - Campionati asiatici 2024 - Campionati d'Oceania 2024 | 21-25 ottobre 2023 24 aprile - 5 maggio 2024 3-6 maggio 2024 16-26 maggio 2024 25-26 maggio 2024 | Santiago Rimini Marrakech Tashkent Auckland |
| Ginnastica ritmica |                                                                                                  |                                             |
| Evento di qualificazione | Data                                                                                             | Luogo                                       |
| Campionati mondiali di ginnastica ritmica 2022 | 14-18 settembre 2022                                                                             | Sofia                                       |
| Campionati mondiali di ginnastica ritmica 2023 | 23-27 agosto 2023                                                                                | Valencia                                    |
| Campionati continentali di ginnastica ritmica 2024 - Giochi Panamericani 2023 - Campionati africani 2024 - Campionati asiatici 2024 - Campionati europei 2024 - Campionati d'Oceania 2024                         | 1-4 novembre 2023 25-26 aprile 2024 2-4 maggio 2024 22-26 maggio 2024                            | Santiago Kigali Tashkent Budapest           |
| Trampolino |                                                                                                  |                                             |
| Evento di qualificazione | Data                                                                                             | Luogo                                       |
| Campionati mondiali di trampolino elastico 2023 | 9-12 novembre 2023                                                                               | Birmingham                                  |
| Trampoline World Cup 2023–24 | Febbraio 2023 – Aprile 2024 (5 competizioni)                                                     | Vari                                        |
| Campionati continentali di trampolino elastico 2024 - Campionati africani | 10-11 maggio 2024                                                                                | Biserta                                     |

## Artistica

### Maschile

#### A squadre
| Evento                                           | Requisito qualificazione                             | Nazioni qualificate                                                            |
| ------------------------------------------------ | ---------------------------------------------------- | ------------------------------------------------------------------------------ |
| Squadra da 5                                     |                                                      |                                                                                |
| Campionati mondiali di ginnastica artistica 2022 | 1-3 in classifica                                    | Cina Giappone Gran Bretagna                                                    |
| Campionati mondiali di ginnastica artistica 2023 | 1-9 in classifica (tra le nazionali non qualificate) | Stati Uniti Canada Germania Italia Svizzera Spagna Turchia Paesi Bassi Ucraina |
| Totale                                           | Totale                                               | 60 (12 squadre da 5)                                                           |

#### Individuale
| Evento                                                                                           | Requisito qualificazione                               | Ginnasti qualificati |
| ------------------------------------------------------------------------------------------------ | ------------------------------------------------------ | --- |
| Campionati mondiali di ginnastica artistica 2023 (1 quota per NOC)                               | 10-12 in classifica (tra le nazionali non qualificate) | Brasile Corea del Sud Belgio                                                                                             |
| Campionati mondiali di ginnastica artistica 2023 (1 quota a nazione)                             | All-around                                             | Milad Karimi Artem Dolgopyat Artur Davtyan Krisztofer Mészáros Lee Jun-ho Diogo Soares Luka van den Keybu Andrei Muntean |
| Campionati mondiali di ginnastica artistica 2023 (max. 3 quote a nazione tra tutti gli attrezzi) | Corpo libero                                           | Carlos Yulo |
| Campionati mondiali di ginnastica artistica 2023 (max. 3 quote a nazione tra tutti gli attrezzi) | Cavallo                                                | Rhys McClenaghan |
| Campionati mondiali di ginnastica artistica 2023 (max. 3 quote a nazione tra tutti gli attrezzi) | Anelli                                                 | Eleftherios Petrounias                                                                                                   |
| Campionati mondiali di ginnastica artistica 2023 (max. 3 quote a nazione tra tutti gli attrezzi) | Volteggio                                              | Kevin Penev |
| Campionati mondiali di ginnastica artistica 2023 (max. 3 quote a nazione tra tutti gli attrezzi) | Parallele simmetriche                                  | Noah Kuavita |
| Campionati mondiali di ginnastica artistica 2023 (max. 3 quote a nazione tra tutti gli attrezzi) | Sbarra                                                 | Tin Srbić |
| Coppa del Mondo di specialità FIG 2024 (1 quota a nazione tra tutti gli attrezzi)                | Corpo libero                                           | Ryu Sung-hyun Aurel Benović                                                                                              |
| Coppa del Mondo di specialità FIG 2024 (1 quota a nazione tra tutti gli attrezzi)                | Cavallo                                                | Ahmad Abu Al-Soud Nariman Kurbanov                                                                                       |
| Coppa del Mondo di specialità FIG 2024 (1 quota a nazione tra tutti gli attrezzi)                | Anelli                                                 | Vahagn Davtyan Samir Aït Saïd                                                                                            |
| Coppa del Mondo di specialità FIG 2024 (1 quota a nazione tra tutti gli attrezzi)                | Voltaggio                                              | Shek Wai Hung Mahdi Olfati                                                                                               |
| Coppa del Mondo di specialità FIG 2024 (1 quota a nazione tra tutti gli attrezzi)                | Parallele simmetriche                                  | Ángel Barajas Rasuljon Abdurakhimov                                                                                      |
| Coppa del Mondo di specialità FIG 2024 (1 quota a nazione tra tutti gli attrezzi)                | Sbarra                                                 | Tang Chia-hung Robert Tvorogal                                                                                           |
| Campionati continentali 2024 (1 quota a nazione; qualificazione all-around)                      | Africa                                                 | Omar Mohamed |
| Campionati continentali 2024 (1 quota a nazione; qualificazione all-around)                      | Asia                                                   | Abdulla Azimov |
| Campionati continentali 2024 (1 quota a nazione; qualificazione all-around)                      | Americhe                                               | Audrys Nin Reyes |
| Campionati continentali 2024 (1 quota a nazione; qualificazione all-around)                      | Europa                                                 | Marios Georgiou |
| Campionati continentali 2024 (1 quota a nazione; qualificazione all-around)                      | Oceania                                                | Jesse Moore |
| Posti riservati                                                                                  | Paese ospitante                                        | Già qualificato |
| Posti riservati                                                                                  | Redistribuzione                                        | Khabibullo Ergashev |
| Posti riservati                                                                                  | Commissione tripartita                                 | Lais Najjar |
| Totale                                                                                           | Totale                                                 | 36 |

### Femminile

#### A squadre
| Evento                                           | Requisito qualificazione                             | Nazioni qualificate                                                              |
| ------------------------------------------------ | ---------------------------------------------------- | -------------------------------------------------------------------------------- |
| Squadra da 5                                     |                                                      |                                                                                  |
| Campionati mondiali di ginnastica artistica 2022 | 1-3 in classifica                                    | Stati Uniti Gran Bretagna Canada                                                 |
| Campionati mondiali di ginnastica artistica 2023 | 1-9 in classifica (tra le nazionali non qualificate) | Cina Brasile Italia Paesi Bassi Francia Giappone Australia Romania Corea del Sud |
| Totale                                           | Totale                                               | 60 (12 squadre da 5)                                                             |

#### Individuale
| Evento                                                                                           | Requisito qualificazione                               | Ginnaste qualificate |
| ------------------------------------------------------------------------------------------------ | ------------------------------------------------------ | --- |
| Campionati mondiali di ginnastica artistica 2023 (1 quota per NOC)                               | 10-12 in classifica (tra le nazionali non qualificate) | Germania Messico Ungheria |
| Campionati mondiali di ginnastica artistica 2023 (1 quota a nazione)                             | All-around                                             | Kaylia Nemour Pauline Schäfer Alexa Moreno Ana Filipa Martins Aleah Finnegan Bettina Lili Czifra Alba Petisco Anna Lashchevska Lena Bickel Hillary Heron Caitlin Rooskrantz Soňa Artamonová Lihie Raz Lucija Hribar |
| Campionati mondiali di ginnastica artistica 2023 (max. 3 quote a nazione tra tutti gli attrezzi) | Volteggio                                              | Csenge Bácskay |
| Campionati mondiali di ginnastica artistica 2023 (max. 3 quote a nazione tra tutti gli attrezzi) | Parallele asimmetriche                                 | Ahtziri Sandoval |
| Campionati mondiali di ginnastica artistica 2023 (max. 3 quote a nazione tra tutti gli attrezzi) | Trave                                                  | Ana Pérez |
| Campionati mondiali di ginnastica artistica 2023 (max. 3 quote a nazione tra tutti gli attrezzi) | Corpo libero                                           | Sarah Voss |
| Coppa del Mondo di specialità FIG 2024 (1 quota a nazione tra tutti gli attrezzi)                | Volteggio                                              | An Chang-ok Valentina Georgieva |
| Coppa del Mondo di specialità FIG 2024 (1 quota a nazione tra tutti gli attrezzi)                | Parallele asimmetriche                                 | Georgia-Rose Brown Levi Ruivivar |
| Coppa del Mondo di specialità FIG 2024 (1 quota a nazione tra tutti gli attrezzi)                | Trave                                                  | Nina Derwael Ting Hua-tien |
| Coppa del Mondo di specialità FIG 2024 (1 quota a nazione tra tutti gli attrezzi)                | Corpo libero                                           | Charlize Mörz Laura Casabuena |
| Campionati continentali 2024 (1 quota a nazione; qualificazione all-around)                      | Africa                                                 | Jana Mahmoud |
| Campionati continentali 2024 (1 quota a nazione; qualificazione all-around)                      | Asia                                                   | Emma Malabuyo |
| Campionati continentali 2024 (1 quota a nazione; qualificazione all-around)                      | Americhe                                               | Luisa Blanco |
| Campionati continentali 2024 (1 quota a nazione; qualificazione all-around)                      | Europa                                                 | Maellyse Brassart |
| Campionati continentali 2024 (1 quota a nazione; qualificazione all-around)                      | Oceania                                                | Isabella Brett |
| Posti riservati                                                                                  | Paese ospitante                                        | Già qualificata |
| Posti riservati                                                                                  | Redistribuzione                                        | Rifda Irfanaluthfi |
| Posti riservati                                                                                  | Commissione tripartita                                 | Lynnzee Brown |
| Totale                                                                                           | Totale                                                 | 35 |

## Ritmica

### Concorso individuale (All-around)
| Evento                                                                       | Requisito qualificazione | Ginnaste qualificate |
| ---------------------------------------------------------------------------- | ------------------------ | --- |
| Campionati mondiali di ginnastica ritmica 2022 Posti 1–3 (max. 2 a nazione)  | All-around               | Italia Germania Bulgaria                                                                                                |
| Campionati mondiali di ginnastica ritmica 2023 Posti 1–15 (max. 2 a nazione) | All-around               | Bulgaria Slovenia Spagna Israele Ucraina Uzbekistan Germania Ungheria Azerbaigian Francia Brasile Italia Spagna Romania |
| Campionati continentali 2024 Concorso individuale (max. 1 a nazione)         | Africa                   | Aliaa Saleh |
| Campionati continentali 2024 Concorso individuale (max. 1 a nazione)         | Asia                     | Elzhana Taniyeva |
| Campionati continentali 2024 Concorso individuale (max. 1 a nazione)         | Americhe                 | Evita Griskenas |
| Campionati continentali 2024 Concorso individuale (max. 1 a nazione)         | Europa                   | Vera Tugolukova |
| Campionati continentali 2024 Concorso individuale (max. 1 a nazione)         | Oceania                  | Alexandra Kiroi-Bogatyreva                                                                                              |
| Posti riservati                                                              | Paese ospitante          | Già qualificato |
| Posti riservati                                                              | Redistribuzione          | Wang Zilu |
| Posti riservati                                                              | Commissione tripartita   | Praewa Misato Philaphandeth                                                                                             |
| Totale                                                                       | Totale                   | 24 |

### A squadre
| Evento                                                                  | Requisito qualificazione                              | Nazioni qualificate                 |
| ----------------------------------------------------------------------- | ----------------------------------------------------- | ----------------------------------- |
| Campionati mondiali di ginnastica ritmica 2022 Squadre classificate 1–3 | Concorso a squadre                                    | Bulgaria Israele Spagna             |
| Campionati mondiali di ginnastica ritmica 2023 Squadre classificate 1–5 | Concorso a squadre (tra le nazionali non qualificate) | Cina Italia Ucraina Brasile Francia |
| Campionati continentali 2024 Concorso individuale (max. 1 a nazione)    | Africa                                                | Egitto                              |
| Campionati continentali 2024 Concorso individuale (max. 1 a nazione)    | Asia                                                  | Uzbekistan                          |
| Campionati continentali 2024 Concorso individuale (max. 1 a nazione)    | Americhe                                              | Messico                             |
| Campionati continentali 2024 Concorso individuale (max. 1 a nazione)    | Europa                                                | Azerbaigian                         |
| Campionati continentali 2024 Concorso individuale (max. 1 a nazione)    | Oceania                                               | Australia                           |
| Posti riservati                                                         | Paese ospitante                                       | Già qualificato                     |
| Posti riservati                                                         | Redistribuzione                                       | Germania                            |
| Totale                                                                  | Totale                                                | 70                                  |

## Trampolino

### Maschile
| Evento                                                                | Requisito qualificazione                                              | Requisito qualificazione                                              | Quote assegnate | Nazioni qualificate                                                                                            |
| --------------------------------------------------------------------- | --------------------------------------------------------------------- | --------------------------------------------------------------------- | --------------- | --- |
| Campionati mondiali di trampolino elastico 2023                       | Top 8 (max. 1 a nazione)                                              | Top 8 (max. 1 a nazione)                                              | 5               | Cina Giappone Portogallo Gran Bretagna Austria                                                                 |
| Trampoline World Cup 2023–24                                          | Fino a 12 ginnasti qualificati                                        | Fino a 12 ginnasti qualificati                                        | 10              | Cina Nuova Zelanda Francia Atleti Individuali Neutrali Brasile Stati Uniti Spagna Colombia Kazakistan Germania |
| Campionati continentali 2024                                          | 1 a continente                                                        | Europa                                                                | 0               | N.D. |
| Campionati continentali 2024                                          | 1 a continente                                                        | Asia                                                                  | 0               | N.D. |
| Campionati continentali 2024                                          | 1 a continente                                                        | Africa                                                                | 1               | N.D. |
| Campionati continentali 2024                                          | 1 a continente                                                        | Oceania                                                               | 0               | N.D. |
| Campionati continentali 2024                                          | 1 a continente                                                        | Americhe                                                              | 0               | N.D. |
| Posti riservati                                                       | Paese ospitante                                                       | Paese ospitante                                                       | 0               | N.D. |
| Posti riservati                                                       | Commissione tripartita                                                | Commissione tripartita                                                | 0               | N.D. |
| Redistribuzione delle quote non assegnate dai Campionati continentali | Redistribuzione delle quote non assegnate dai Campionati continentali | Redistribuzione delle quote non assegnate dai Campionati continentali | 1               | Australia |
| Totale                                                                | Totale                                                                | Totale                                                                | 16              | 16 |

### Femminile
| Evento                                          | Requisito qualificazione       | Requisito qualificazione       | Quote assegnate | Nazioni qualificate |
| ----------------------------------------------- | ------------------------------ | ------------------------------ | --------------- | --- |
| Campionati mondiali di trampolino elastico 2023 | Top 8 (max. 1 a nazione)       | Top 8 (max. 1 a nazione)       | 5               | Gran Bretagna Cina Stati Uniti Canada Brasile                                                                                        |
| Trampoline World Cup 2023–24                    | Fino a 12 ginnaste qualificate | Fino a 12 ginnaste qualificate | 10              | Cina Gran Bretagna Giappone Atleti Individuali Neutrali Francia Nuova Zelanda Spagna Azerbaigian Atleti Individuali Neutrali Georgia |
| Campionati continentali 2024                    | 1 a continente                 | Europa                         | 0               | N.D. |
| Campionati continentali 2024                    | 1 a continente                 | Asia                           | 0               | N.D. |
| Campionati continentali 2024                    | 1 a continente                 | Africa                         | 1               | Malak Hamza |
| Campionati continentali 2024                    | 1 a continente                 | Oceania                        | 0               | N.D. |
| Campionati continentali 2024                    | 1 a continente                 | Americhe                       | 0               | N.D. |
| Posti riservati                                 | Paese ospitante                | Paese ospitante                | 0               | N.D. |
| Posti riservati                                 | Commissione tripartita         | Commissione tripartita         | 0               | N.D. |
| Totale                                          | Totale                         | Totale                         | 16              | 16 |

Note:

1. ↑   Il Cairo, Egitto, 15-18 febbraio 2024
 Cottbus, Germania, 22-25 febbraio 2024
 Baku, Azerbaigian, 7-10 marzo 2024
 Doha, Qatar, 17-20 aprile 2024
2. 1 2 3 4  Atleti di una nazione con una squadra già qualificata non sono idonei.
3. 1 2  Atleti di una nazionale con una squadra qualificata, o che si siano già garantiti un posto tramite il concorso individuale all-around, non sono idonei.
4. ↑  La Gymnastics New Zealand ha deciso di non presentare la candidatura della Brett al Comitato Olimpico della Nuova Zelanda per le Olimpiadi di Parigi 2024.[8]
5. ↑  Gli atleti di nazioni con già due quote ottenute dal Campionato mondiale di ginnastica ritmica del 2022 non sono idonei.